# Antu (mitologia mapuche)
Antu é o principal espírito pillán da mitologia mapuche. Representa o sol. Kuyén, o espírito Wangulén que representa a Lua, é sua esposa.